# Beiersdorf (Fraureuth)
Beiersdorf ist ein Ort in der Großgemeinde Fraureuth im Landkreis Zwickau, Freistaat Sachsen an der Grenze zum Vogtlandkreis und hat knapp 750 Einwohner.

## Geografie

### Lage
Beiersdorf liegt im südwestlichen Gemeindegebiet von Fraureuth an der Grenze zum sächsischen Vogtlandkreis und zum thüringischen Landkreis Greiz. Durch den Ort fließt der Beiersdorfer Bach, der im Einzugsgebiet der Pleiße liegt. Der Lohbach bildet die Landesgrenze zwischen Thüringen und Sachsen. Beiersdorf liegt am Übergang der Naturräume Vogtland (Mittelvogtländisches Kuppenland), Thüringer Schiefergebirge (Ostthüringisch-Vogtländische Hochflächen) und Erzgebirgsbecken (Oberes Pleißeland). Östlich von Beiersdorf verläuft die Bahnstrecke Leipzig–Hof, an der der Ort aber keinen Halt besitzt.

### Nachbarorte
|                  | Fraureuth                                   | Ruppertsgrün               |
| Gottesgrün       | Kompassrose, die auf Nachbargemeinden zeigt | Gospersgrün mit Römersgrün |
| Reuth, Schönbach | Neumark                                     | Unterneumark               |

## Geschichte

### 13. bis 18. Jahrhundert
Der Name Beiersdorf wurde erstmals in einer Elsterberger Urkunde am 25. April 1225 erwähnt. In dieser wurde festgelegt, dass ein vorangegangener Streit der Vögte von Weida und den Herren von Lobdeburg um das Patronatsrecht der Kirchen von Greiz und Elsterberg zu beenden ist. Zur Besiegelung unterzeichnete das Schriftstück der Pfarrer des Ortes Beiersdorf mit Henric de Beiersdorph.
Anfangs gehörte die Gegend, ein unübersehbares Waldgebiet, den Vögten von Weida und ging später an die Herrschaft von Schönfels über (vgl. Burg Schönfels), die 1398 unter wettinische Herrschaft kam und im 16. Jahrhundert im kursächsischen Amt Zwickau aufging. Die Vögte von Weida suchten Bauern, um das Land urbar zu machen. Vermutlich wurde der Ort daraufhin von bayrischen Siedlern als Waldhufendorf angelegt, aber auch von Bauern aus Hessen und Thüringen. Viele Bauern lebten in Leibeigenschaft zur Herrschaft von Schönfels und hatten in der Zeit des Feudalismus ihren Frondienst an diese zu leisten. Nachweislich besaß die Familie von Schönfels schon 1398 das Rittergut von Beiersdorf. Im Jahr 1606 ist im Ort ein Vorwerk erwähnt, das bis ins 20. Jahrhundert existierte. Die Grundherrschaft über Beiersdorf lag bis in die Mitte des 19. Jahrhunderts anteilig bei den Rittergütern Alt-Schönfels, Neumark, Neuschönfels und Ruppertsgrün, zeitweise auch Reuth.
Der Ortsname Beiersdorf wurde bis 1533 mit ey geschrieben, später mit ai und erst seit 1890 gilt die heutige Schreibweise. 1416 soll Hans von Schönfels mit seinem Sohn die Kirche von Beiersdorf erbaut haben. Von da an stand die Kirchgemeinde unter dem Kirchenpatronat der Familie von Schönfels, die 1529 wurde die Reformation in Beiersdorf einführte. 1570 gründete man ein eigenes Pfarrgut. Vor allem der Dreißigjährige Krieg war die schwerste Zeit für die Einwohner. Darüber berichtet auch der erste Bauernchronist Caspar Forberger, der aus Beiersdorf stammt und seine Chronik zur Heimatforschung 1616 begann. Im August 1632 rückten die Schweden an, mit denen Sachsen damals verbündet war. Trotzdem wurde Beiersdorf geplündert. 1633 zündeten Soldaten das Dorf an und schleppten die Pest ein. Im Dreißigjährigen Krieg verlor Deutschland durch die Pest 2/3 seiner Bevölkerung und so gab es auch in Beiersdorf eine hohe Sterberate. Die Folgen des Krieges lasteten lange und schwer auf der Bevölkerung.

### 19. Jahrhundert bis zur Gegenwart
Beiersdorf gehörte bis 1856 zum kursächsischen bzw. königlich-sächsischen Amt Zwickau im Erzgebirgischen Kreis. 1856 wurde der Ort dem Gerichtsamt Werdau zugeordnet und 1875 der Amtshauptmannschaft Zwickau angegliedert. Nach 1848 begann sich neben der Landwirtschaft auch das Handwerk im Ort zu entwickeln, z. B. die Hausweberei. Weiterhin siedelte sich die Mühlindustrie im Ort an. Noch heute gibt es im Ort eine Mühle, die sich bereits in 5. Generation in Familienbesitz befindet. 1875 wurde die alte Kirche teilabgerissen und durch einen Neubau ersetzt. Eine neue Orgel wurde durch den Werdauer Orgelbauer Johann Bärmig eingebaut. 1887/88 begann in Beiersdorf die Industrialisierung durch die Textilindustrie, bei der die erste größere Fabrikanlage, eine Färberei, entstand. Weiterhin entstanden eine Zimmerei und eine  Schmiede. In späterer Zeit entwickelten sich auch Betriebe der Automobilindustrie und des Metallbaus. 
Im Jahr 1920 wurde Beiersdorf der Amtshauptmannschaft Werdau zugeordnet. Durch die Auflösung des Verwaltungsbezirks kam der Ort im Jahr 1933 wieder an die Amtshauptmannschaft Zwickau, die ab 1939 Landkreis Zwickau genannt wurde. Der Erste Weltkrieg und auch der Zweite Weltkrieg brachten dem Ort Opfer. Am 27. Januar 1945 wurden die Leichen von 5 KZ-Häftlingen auf Beiersdorfer Flur gefunden. Diese stammen von den Todesmärschen des KZ Auschwitz (inkl. Außenlager), die kurz vor der Befreiung "geräumt" wurden. Am 28. Januar 1945 bestattete man die Toten in der Dunkelheit und ohne Aufsehen auf dem Beiersdorfer Friedhof. Die Grabstelle wurde nach der Wende eingeebnet.
Im April 1945 befreite die US Army Beiersdorf. Nach der Potsdamer Konferenz erfolgte jedoch eine Übergabe an die sowjetische Besatzungszone. Die US-Armee zog daraufhin ihre Streitkräfte von Westsachsen nach Bayern ab. Im September 1945 begann die Bodenreform in Deutschland und seit 1949 gehörte der Ort zur DDR. Durch die zweite Kreisreform in der DDR kam die Gemeinde Beiersdorf im Jahr 1952 zum Kreis Werdau im Bezirk Chemnitz (1953 in Bezirk Karl-Marx-Stadt umbenannt), dem der Ort bis zur Wiedervereinigung Deutschlands angehörte. Im Anschluss gehörte Beiersdorf zum sächsischen Landkreis Werdau, der 1994 im Landkreis Zwickauer Land und 2008 im Landkreis Zwickau aufging. Zum 1. Januar 1994 wurde Beiersdorf neben Gospersgrün (mit Römersgrün) in die Gemeinde Ruppertsgrün eingegliedert. Am 1. Januar 1998 bildeten die vier Ortschaften Ruppertsgrün, Fraureuth, Gospersgrün und Beiersdorf eine Einheitsgemeinde und schlossen sich zur Großgemeinde Fraureuth zusammen.
Beiersdorf liegt an der Grenze zum Vogtlandkreis und ist noch heute ein kleines, traditionelles Dorf. Viele Bauerngüter und Häuser des Ortes stehen unter Denkmalschutz. Damit wird versucht, den ursprünglichen Charakter der Gegend zu bewahren. 

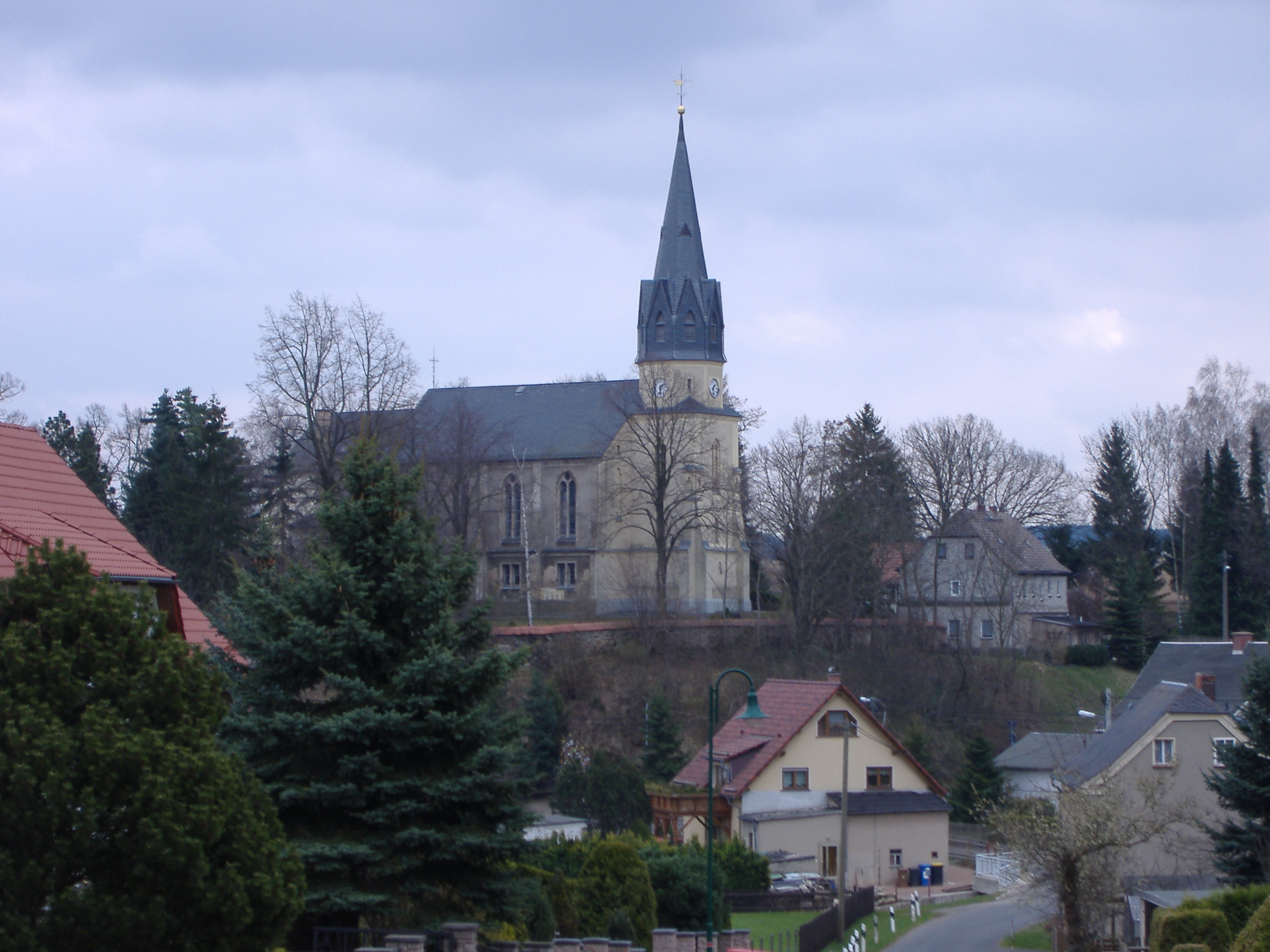
Blick auf Beiersdorf (Sachsen)
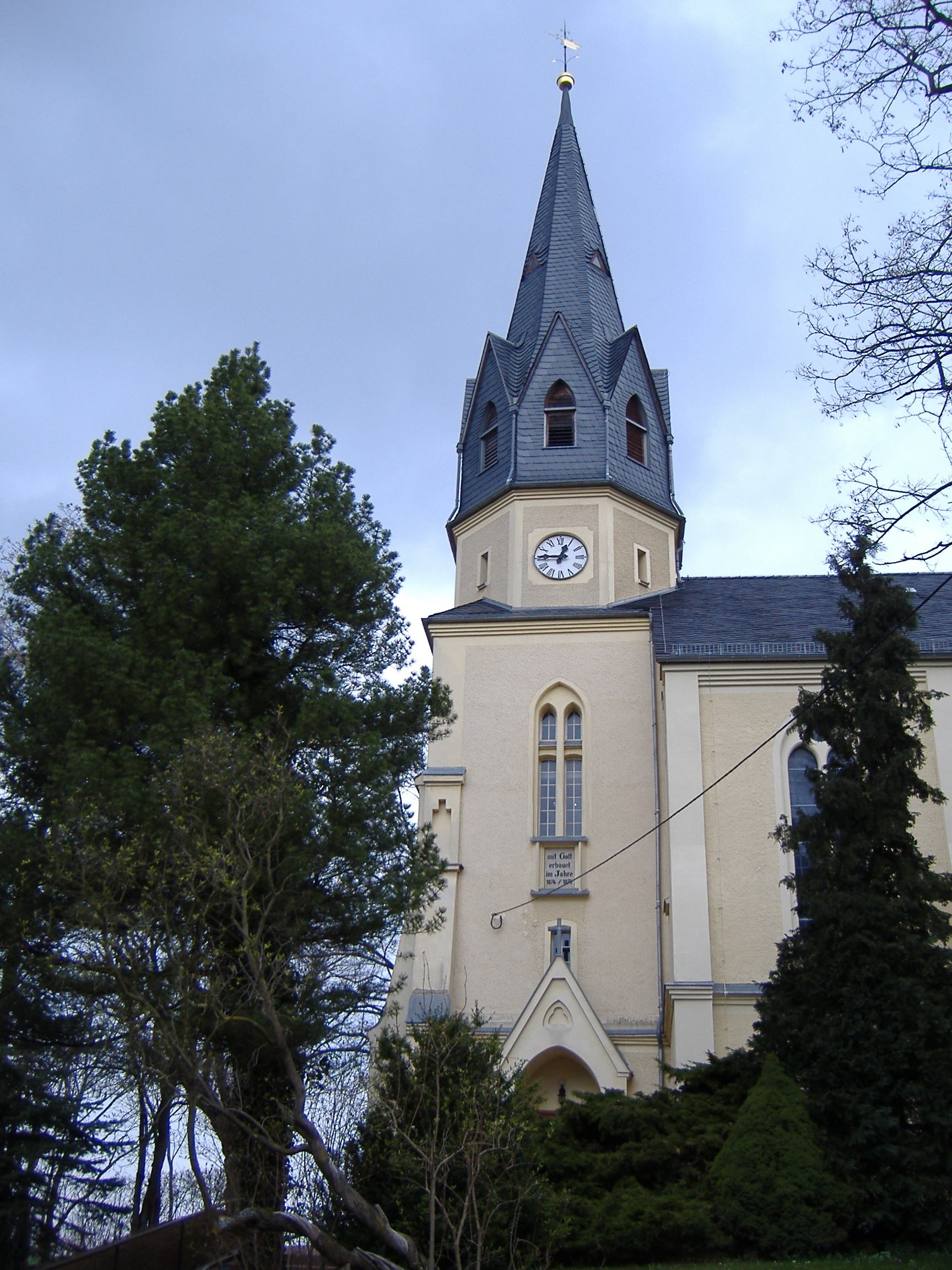
Kirchturm der Beiersdorfer Kirche
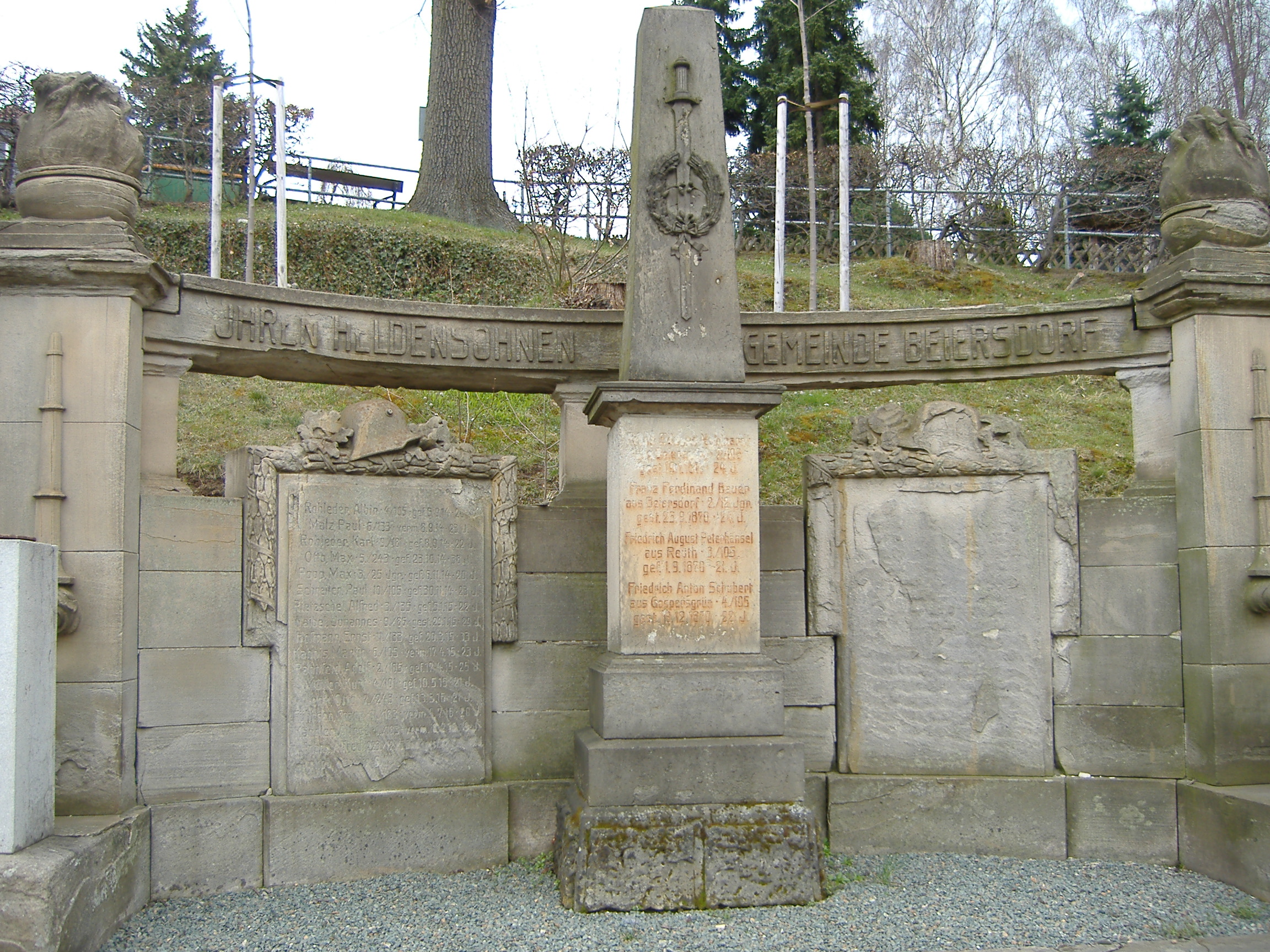
Kriegerdenkmal zum Andenken an die Gefallenen des Ortes
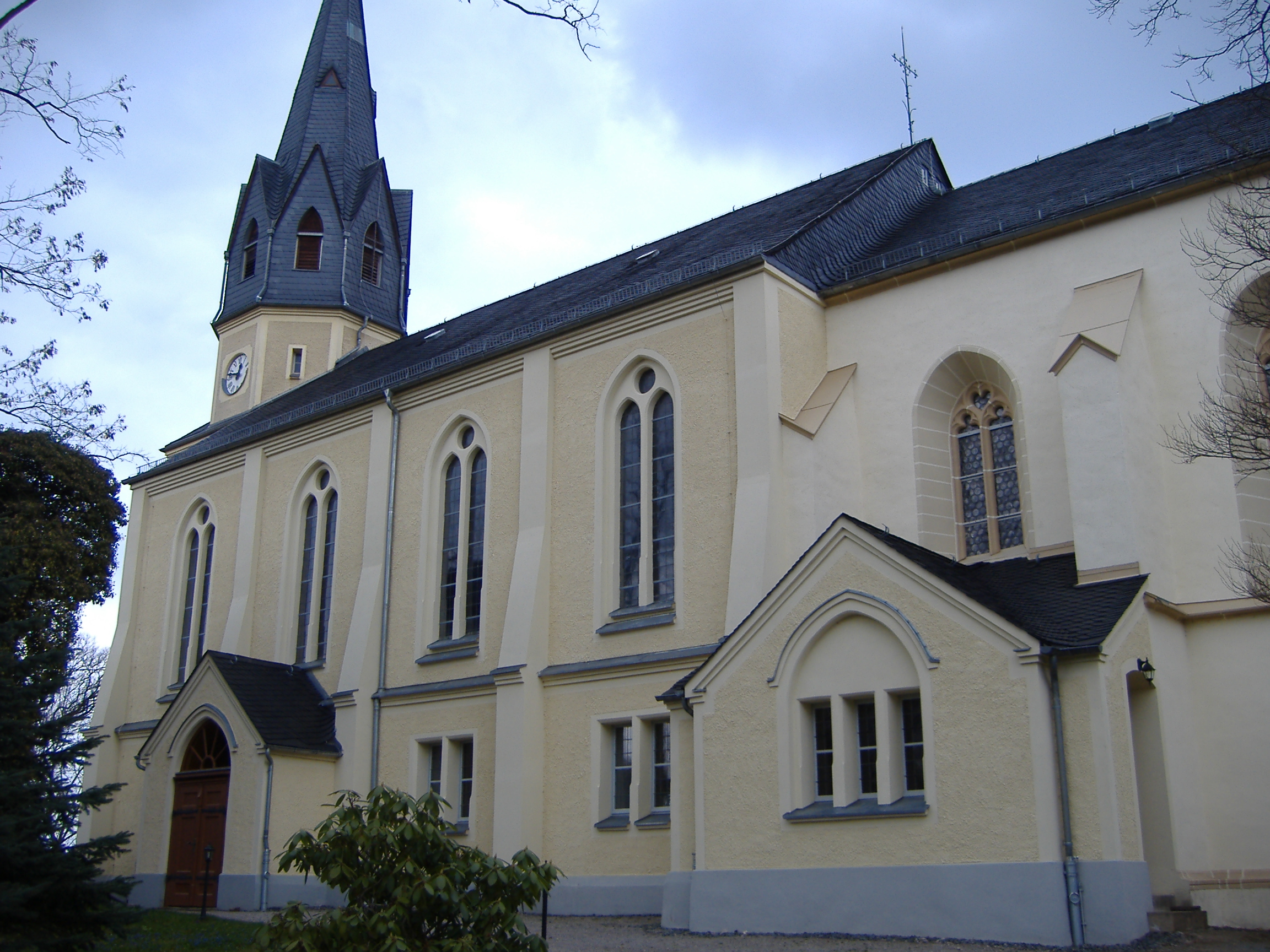
Dorfkirche Beiersdorf

### Einwohnerstatistik
| Jahr      | 1551                           | 1764                                     | 1834 | 1871 | 1890 | 1910 | 1925 | 1939 | 1946 | 1950 | 1964 | 1990 |
| --------- | ------------------------------ | ---------------------------------------- | ---- | ---- | ---- | ---- | ---- | ---- | ---- | ---- | ---- | ---- |
| Einwohner | 34 besessene Mann, 21 Inwohner | 41 besessene Mann, 8 Gärtner, 10 Häusler | 537  | 774  | 881  | 944  | 918  | 891  | 1145 | 1166 | 880  | 706  |

1925 lebten in Beiersdorf 904 Lutheraner, zehn Katholiken und vier andersgläubige.

## Kultur und Sehenswürdigkeiten
- Dorfkirche von 1516 (Um- und Neubau 1875)
- Fachwerkvierseitengehöft, Dorfstr. 50